# مانایی (پایگاه داده)
مانایی (به انگلیسی: Durability) در پایگاه‌داده به مجموعه‌ای از ویژگی‌ها گفته می‌شود که قابلیت اعتماد به تراکنش‌ها را تضمین می‌کند، یعنی هنگامی یک تراکنش با موفقیت به اتمام رسید، اثر آن باید در پایگاه‌داده مانا باشد. به عنوان مثال، اگر یک سیستم رزرو پرواز گزارش دهد که یک صندلی با موفقیت رزرو شد، آن‌گاه صندلی حتی در صورت رخ دادن مشکل در سیستم باید رزرو شده بماند.